# Respect humain
Le « respect humain » est une expression, tombée en désuétude (par exemple employée par Paul Nizan en 1938), désignant le souci exagéré de l'opinion d'autrui et du « qu'en-dira-t-on. L'expression a également fait l'objet d'une interprétation de l'Église catholique.

## Signification courante
Le Trésor de la langue française informatisé (TLFi) définit le respect humain comme : « Crainte du jugement des hommes, attitude qui conduit à adopter des comportements conformistes dans la crainte de choquer, de déplaire, du qu'en-dira-t-on ».
Il cite comme exemples : Paul Nizan, dans La Conspiration : «  Laforgue, Rosenthal et Bloyé perdirent ce qui leur restait de respect humain, ils s'y jetèrent aussi et se mirent à chanter », 1938, p. 43 ; ainsi que Confession d'un enfant du siècle d'Alfred de Musset : « Ses courses solitaires dans les montagnes, dont la charité était le but et qui n'avaient jamais fait naître un soupçon, devinrent tout à coup le sujet des quolibets et des railleries. On parlait d'elle comme d'une femme qui avait perdu tout respect humain, et qui devait s'attirer justement d'inévitables et affreux malheurs. »  1836, p. 272.
Le concept est également utilisé par Jean-Jacques Rousseau, qui déclare dans L'Émile : « Celui qui ne peut remplir les devoirs de père n'a point le droit de le devenir. Il n'y a ni pauvreté, ni travaux, ni respect humain qui le dispensent de nourrir ses enfants et de les élever lui-même ».

## Dans le catholicisme auXIXesiècle
L'Église catholique, consciente de l'aspect social de la pratique religieuse, a utilisé à partir du XVIIe siècle l'expression "respect humain" dans un sens différent de sa signification habituelle, comme l'explique Guillaume Cuchet, qui cite Philippe Boutry.
Par "respect humain", l'Église désignait à cette époque le conformisme social quand il s'exerçait aux dépens de la religion. L'auteur reprend là une partie des « Méditations pour tous les jours de l'année ; sur les principaux devoirs du Christianisme », de Griffet, 1759 :« C'est cependant au jugement frivole et inconsidéré de cette multitude que vous sacrifiez le salut de votre âme, tandis que vous avez à opposer à ses vains discours votre raison, votre Religion, votre conscience et votre Dieu », omettant toutefois d'y mentionner les rôles de la raison et de la conscience.